# Pabellón René Marigil
El Pabellón René Marigil es un estadio cubierto polideportivo situado en la ciudad de Sagunto, Valencia.

## Historia
Este pabellón fue bautizado en honor al ciclista y ciudadano saguntino René Marigil que, en 2006 (tres años antes de su muerte) disfrutó de su inauguración junto a su gran amigo Federico Martín Bahamontes.
El pabellón de reciente construcción está situado en la zona del norte del Palencia de relativa nueva construcción de Sagunto. Fue uno de los pabellones elegidos por la Comunidad Valenciana para las vacunaciones masivas durante la pandemia del COVID-19.

## Equipamiento
En la pista exterior tiene una pista de balonmano, y fútbol sala y 2 pistas transversales de baloncesto. Además tiene un parque de patinaje (denominado "Bowl Sagunto"), un trinquete de pelota mano y un parking público en el exterior.
En 2024 se reformó la instalación, incluyendo una cafetería, 4 pistas de pádel y las dos piscinas descubiertas.
En 2022, tras más de 20 años de uso, se produjo el cambio del parqué.